# Signe Toksvig
Signe Kirstine Toksvig (født 14. februar 1891 i Nykøbing Sjælland, død 15. januar 1983 i Kongens Lyngby) var en dansk forfatter.
Hun var datter af redaktør Peter Kristian T. (1851–1931) og Ane Marie Christensen (1854–1936).
Hendes forfatterskab omfatter dels en række noveller og essays, og dels fire romaner: The Last Devil (1927), Eve’s Doctor (1937) (da. Evas Læge, 1937), Port of Refuge (1938) og Life Boat (1941). Desuden skrev hun to biografier: The Life of Hans Christian Andersen (1933) og Emanuel Swedenborg (1948).
Hun blev gift med den irske forfatter Francis Hackett, og parret boede i Irland i de første år af deres ægteskab, og flyttede derefter til Danmark, og senere til USA under 2. verdenskrig, og igen tilbage til Danmark.